# 小行星1259
小行星1259（1259 Ogyalla）是一颗围绕太阳公转的小行星。1933年1月29日，卡爾·威廉·萊茵姆特在海德堡发现了此天体。
該小行星以斯洛伐克的城鎮胡爾巴諾沃命名。
这颗小行星的绝对星等为150.11807等。